# Diana Gurtskaya
Diana Gudaevna Gurtskaya (in georgiano: დიანა ღურწკაია; in russo: in russo Диана Гудаевна Гурцкая?, Diana Gudaevna Gurckaja; Sukhumi, 2 luglio 1978) è una cantante georgiana.
Ha rappresentato la Georgia all'Eurovision Song Contest 2008 di Belgrado con la canzone Peace Will Come, classificandosi 11ª nella finale dell'evento.

## Biografia
Nata a Sukhumi, in Abcasia, da Guda Adamurovich Gurtskaya, un minatore mingreli, e Zaira Gurstskaya, un'insegnante, soffrì fin dalla nascita di cecità. Già da giovane desiderò di diventare una cantante, prospettiva caldeggiata dalla madre.
Ha studiato presso un collegio per bambini ipovedenti di Tbilisi, imparando parallelamente a suonare il pianoforte nonostante i dubbi dei suoi insegnanti.
Con lo scoppio della guerra georgiano-abcasa fu costretta a lasciare la Georgia con la famiglia, raggiungendo prima un campo profughi e poi la capitale russa, Mosca. Seguendo la sua passione per la musica iniziò a studiare presso la Scuola Gnessin, diplomandosi nel 1999, e si iscrisse alla facoltà di lettere dell'Università statale di Mosca.
Nel 1995 vinse il festival musicale internazionale "Jalta-Mosca-Transit" ricevendo un premio speciale della giuria per la canzone Tbilisi. Tra i membri della giuria c'era il cantante Igor' Nikolaev, che la aiuterà nella composizione di alcuni brani del suo primo album, Ty zdes, pubblicato nel 2000 da ARS.
Il 1º marzo 2008 il Tbilisi Sports Palace ospita la selezione nazionale adottata dalla Georgia per nominare il rappresentante della repubblica caucasica all'Eurovision Song Contest 2008 di Belgrado. Diana, dopo aver vinto la competizione, si guadagnò il diritto di rappresentare la Georgia all'Eurovision con il brano Peace Will Come, conquistando prima un 5º posto nella seconda semifinale, e poi un 11º posto nella finale dell'evento.
Diana è membro del consiglio esperto del "Fondo delle assicurazioni sociali" della Federazione Russa. Dal marzo 2010 è Membro del "Consiglio pubblico del Distretto Federale del Volga" per lo sviluppo delle istituzioni della società civile.
Diana è la fondatrice e presidentessa onoraria del fondo coinvolto nella fornitura di assistenza ai bambini vedenti e non vedenti, "Secondo il suo cuore." Nel 2010 viene insignita dell'"Ordine dell'amicizia" per dare un contributo significativo alle attività pubbliche di beneficenza. La cantante è in lizza per ricevere l'"Ordine d'Onore della Georgia".
Nel 2013 è stata nominata dal presidente della Federazione Russa, membro della "Commissione per le normative per i disabili".

## Vita privata
Dal 21 settembre 2005 è sposata con l'avvocato russo Pyotr Kučerenko, dal quale ha avuto un figlio, Konstantin, nato nel 2007.
Nel 2014 ha firmato una petizione lanciata dal ministero della cultura russo a favore dell'annessione russa della Crimea.

## Discografia

### Album in studio
- 2000 - Ty zdes
- 2002 - Ty znaeš, mama...
- 2003 - Utro
- 2005 - Nežnaja
- 2007 - 9 Mesjacev
- 2009 - Ja Ljublju vas vseh
- 2017 - Panika

### Raccolte
- 2006 - MP3 Collection
- 2009 - Novoye i luchshyeye